# Entodon dolichocucullatus
Entodon dolichocucullatus là một loài rêu trong họ Entodontaceae. Loài này được S. Okamura mô tả khoa học đầu tiên năm 1916.